# NGC 676
NGC 676 ist eine linsenförmige Galaxie mit aktivem Galaxienkern vom Hubble-Typ S0-a im Sternbild Fische auf der Ekliptik. Sie ist schätzungsweise 70 Millionen Lichtjahre von der Milchstraße entfernt und hat einen Durchmesser von etwa 80.000 Lichtjahren.

Im selben Himmelsareal befinden sich u. a. die Galaxien NGC 693 und NGC 706. 
Das Objekt  wurde am 30. September 1786 von dem deutsch-britischen Astronomen Friedrich Wilhelm Herschel entdeckt.